# さわやか市民バス
さわやか市民バス（さわやかしみんバス）は、埼玉県吉川市がかつて運行していたコミュニティバスである。1996年（平成8年）3月に運行開始した「健康福祉バス」を再編・拡充する形で、2001年（平成13年）4月から運行開始。運賃は無料であった。2006年（平成18年）3月をもって廃止された。
吉川市では「健康福祉バス」と「さわやか市民バス」を総称して「市内循環コミュニティバス」と呼んでいた。いずれも自家用有償旅客運送（旧80条バス）による運行である。
また本項では、「さわやか市民バス」廃止後の吉川市における路線バスの状況についても併せて触れる。

## 概要

### 開業から廃止まで
市制施行直前の吉川町が、1996年（平成8年）3月に運行開始した運賃無料の福祉バス「健康福祉バス」は市内2路線を運行していた。それを拡充する形で、2001年（平成13年）4月から「さわやか市民バス」へ移行した。
「さわやか市民バス」では、市民交流センター「おあしす」を起終点に循環運行する4路線が設定され、各路線のラインカラーに合わせた4色の専用車両が用意された。同じルートを同じ色のバスがぐるぐる回ることでわかりやすさを目指し、またマイクロバスながら全車両にの乗降口には電動ステップと、後部に車椅子リフトを備えたバリアフリー対応車両を採用した。
市が配布したパンフレットには「市民どなたでも利用でき運賃無料」と記載されていた。運行時間帯は全コースが8時から16時まで、各コースとも1時間に1便で1日8便が運行された。
しかし運行開始から廃止までの5年間で、運行経費が年間平均で約3,300万円に達したため、財政の見直しから費用対効果を見直した結果、2006年（平成18年）3月をもって「さわやか市民バス」は廃止されるに至った。

### 交通政策への影響
この「さわやか市民バス」は5年間と運行期間は短かったものの、その後の市の交通政策に大きな転換をもたらした。以降は無料自治体バスではなく、市が主導して東武バスやグローバル交通といった市内の民営バス事業者の路線を再編・調整し、必要に応じて補助金を支出することで市内バス路線網を整備していく方針へと転換された。これは隣接する三郷市が進めた「三郷方式」に倣ったものである。
その後、2012年（平成24年）3月17日には、JR武蔵野線の新駅として吉川美南駅が開業し、これに合わせて一般路線バスの新路線開業や同駅への乗り入れ開始が行われた。この新駅開業は市にとっても追い風となったが、この際に開業した路線の中には「さわやか市民バス」の一部ルートを踏襲した上で新駅まで延伸されたものもある。
また2014年（平成26年）に町内循環バス（運賃無料の自治体バス）を廃止し、その代替として新たなデマンド型交通などを作るのではなく、タクシー利用料金の助成事業を開始した埼玉県美里町に倣い、吉川市でもタクシー券の交付を始めている。この事業の試行開始に先立ち、吉川市では先行事例として美里町へ視察に赴いている。
しかし2019年末からの新型コロナウイルス感染症の流行の影響を受け、「さわやか市民バス」廃止後のバス路線整備や新駅開業の際に新設された一般路線が廃止や減便に追い込まれるという状況も発生している。

## 沿革
- 1996年（平成8年）3月：健康福祉バスを運行開始[1]。
- 1996年（平成8年）4月1日 - 吉川町が市制施行し吉川市となる。
- 2001年（平成13年）3月：健康福祉バスを廃止[1]。
- 2001年（平成13年）4月：さわやか市民バスを運行開始[1]。健康福祉バスの2路線を4路線へ拡充[1]。
- 2006年（平成18年）3月：さわやか市民バスを廃止[1]。
- 2006年（平成18年）4月：市が主導して民間バス事業者の路線再編を行い、5路線を新設[1]。これにより市内バス路線が19路線となる[1]。同時に市街化調整区域内を運行するバス路線への運行費補助制度を新設する[1]。
- 2012年（平成24年）3月17日：吉川美南駅が開業。
  - 駅開業に伴い同日、東武バスが吉10系統（市内循環線）を新設[1][5]（吉川駅北口 - 吉川団地 - おあしす - 吉川駅北口）。
  - 駅開業に伴い、グローバル交通が吉川美南駅線を開業（吉川美南駅 - メディカルマイ・吉川駅）[1]。
- 2014年（平成26年）4月10日：東武バスが美南01系統を新設[6]（吉川美南駅 - 吉川駅北口 - さくら橋 - 吉川きよみ野）
- 2016年（平成28年）7月 - 8月：以下の自治体の交通施策を視察する[1]。
  - 千葉県市原市：あおばす、デマンド型乗合タクシー[1]
  - 茨城県龍ケ崎市：龍ケ崎市コミュニティバス[1]
  - 埼玉県美里町：美里町町内循環バス廃止後、タクシー券補助へ移行[1]
  - 埼玉県東松山市：東松山市内循環バス[1]
- 2016年（平成28年）：市民のバス交通に対するニーズを把握するため「平成28年度移動実態調査」を実施[1]。
- 2017年（平成29年）12月：前年度の調査結果をふまえて、路線バス網を補完する目的で「タクシー利用料金助成事業」を試行開始。試行期間は2021年（令和3年）3月までとする。
- 2020年（令和2年）：本年度に「タクシー利用料金助成事業」の利用実績や利用者アンケートをふまえて、今後の事業について検討する[1]。
- 2020年（令和2年）12月26日：東武バス吉10系統（市内循環線）が廃止され、吉川美南駅開業時に新設された美南01系統が1日2便へ減便される[4]

## 路線
以下の4路線が運行されていた。いずれも、市民交流センター「おあしす」を起終点とする片回り循環経路である。
- 吉川南コース：ラインカラー赤[1]
- 吉川北コース：ラインカラー青[1]
- 旭コース：ラインカラー黄[1]
- 三輪野江コース：ラインカラー緑[1]

## 車両
- 専用車両はラインカラーと同じ赤・青・黄・緑の4台が用意された。
- 全車両とも乗降口には電動ステップと、後部に車椅子リフトを備えた、バリアフリー対応のマイクロバスが使用される[1]。
- 車種はトヨタ・コースターまたは日野・リエッセII[1][どれ?]。

## 廃止後
2021年時点では、吉川市としてはコミュニティバスやデマンドバス、乗合タクシーなどは運行していない。市の公式ウェブサイトでは、市内や近隣市の各施設などへ路線バスでのアクセスを詳細に案内している。またバス停留所に駐輪場を設置してサイクルアンドバスライドを推進している。そのほか、路線バスの利用促進のため「吉川市民まつり」でバスの乗り方教室を開催しており、市内に本社を置くグローバル交通が協力し、同社の小型バスを使用して乗り方教室や運転席での撮影会を行った。
「さわやか市民バス」廃止後の代替措置として、以下の条件すべてを満たす市民を対象に「吉川市タクシー利用料金助成事業」を行っている。
1. 75歳以上の高齢者[3]
2. 自動車や原動機付自転車の運転ができない（または運転を控えている）。かつ家族等による移動の支援を受けられず、日常の移動手段の確保が困難な者[3]
3. 市が指定した対象地域（交通不便地域）に居住する者[3]

基準を満たす者は申請により、タクシー助成券500円分が月に4枚交付される。1乗車あたりの利用は4枚（2,000円分）まで。乗降地のいずれかが市内の場合のみ利用可。